# Hacıqaib
Hacıqaib è un comune dell'Azerbaigian situato nel distretto di Quba. Conta una popolazione di 1 310 abitanti.